# Serguéi Loznitsa
Serguéi Loznitsa (en bielorruso: Сяргей Уладзіміравіч Лазніца, en ruso: Серге́й Влади́мирович Лозни́ца, en ucraniano: Сергій Володимирович Лозниця) (Baránavichi, Provincia de Brest, RSS de Bielorrusia, 5 de septiembre de 1964) es un director de cine y escritor ucraniano conocido por sus documentales y sus películas dramáticas.

## Carrera
Loznitsa nació en la ciudad bielorrusa de Baránavichi, que todavía formaba parte de la Unión Soviética, pero se trasladó junto a su familia a Kiev, donde Loznitsa realizó sus estudios.
En 1987, se graduó en el Instituto Politécnico de Kiev Ígor Sikorski como matemático. Entre 1987 y 1991, trabajó en el Instituto de Cibernética en el ámbito de la inteligencia artificial. Al mismo tiempo, trabajó como traductor de japonés. En 1991, entró la Universidad Panrusa Guerásimov de Cinematografía, en el departamento de dirección en el taller de Nana Djordjadze. En 1997, se graduó con honores.
En el año 2000 empezó a trabajar como director de películas documentales en San Petersburgo. En 2001, se trasladó a Alemania. En 2010, su película My Joy fue seleccionada para entrar en la sección oficial del Festival Internacional de Cine de Cannes de 2010. Su trabajo de 2012 En la niebla también compitió en la Palma de Oro en el Festival de Cannes. Maidán tuvo su presentación mundial en mayo de 2014, una descripción de los intentos golpistas anticonstitucionales en Kiev de 2013.

## Filmografía
- 1998ː La vida, el otoño (Zhizn, osen) (documental)
- 2000ː Parada de tren (Polustánok) (corto)
- 2002ː Asentamiento (Poselenie) (documental)
- 2002ː Portrait (Portret) (documental)
- 2003ː Landscape (Peyzazh) (documental)
- 2004ː Fábrica (Fábrika) (documental)
- 2006ː Artel (Artel) (documental)
- 2006ː Bloqueo (Blokada) (documental)
- 2008ː Luz del Norte (Lumière du Nord) (documental)
- 2008ː Mal de archivo (Revue) (Predstavlénie) (documental)
- 2010ː My Joy (Счастье мое)
- 2012ː O Milagre de Santo António
- 2012ː En la niebla (В тумане)
- 2013ː Letter (Corto)
- 2014ː Maidán (Майдан) (documental)
- 2015ː El último imperio (Событие) (documental)
- 2016ː Austerlitz (Аустерлиц) (documental)
- 2017ː Krótkaya (Лагідна)
- 2018ː Donbáss (Донбас)
- 2018ː Victory Day (Den' Pobedy) (documental)
- 2018ː The trial (Process) (documental)
- 2019ː State Funeral (documental)
- 2021: Babi Yar. Contexto (documental)
- 2022: El juicio de Kiev  (documental)
- 2024: La invasión (Vtorzhenie) (documental)[8]
- 2025: Dos fiscales (Two Prosecutors)

## Premios y distinciones
Festival Internacional de Cine de Cannes
| Año  | Categoría                                  | Película     | Resultado |
| ---- | ------------------------------------------ | ------------ | --------- |
| 2012 | Premio FIPRESCI                            | En la niebla | Ganador   |
| 2018 | Premio Un Certain Regard al mejor director | Donbáss      | Ganador   |

- Festival de Cine de Cracovia, Dragón de Bronce (Segodnya My Postroim Dom, 1996)
- Festival de Cine de Cracovia, Dragón de Oro - Special Mention (Polustánok, 2000)
- Festival Internacional de cortometrajes de Oberhausen, Gran Premio (Portret, 2002)
- Dok Leipzig, Silver Dove (Portret, 2002)
- Festival Internacional de Cine de Karlovy Vary, Mejor documental - Mención especial (Portret, 2003)
- Premios Nika Mejor documental (Blokada, 2006)
- Festival de Cine de Cracovia, Dragón de Oro (Blokada, 2006)
- Festival Internacional de Cine de Karlovy Vary, Mejor documental (Artel, 2007)
- Festival Internacional de Documentales de Jihlava, Mejor documental de la Europa del Este (Artel, 2007)
- Festival de Cine de Cracovia, Golden Horn (Predstavlenie, 2008)
- Festival Internacional de Cine de Ereván, Silver Apricot - Special Prize (My Joy, 2010)
- Kinotavr, Mejor director (My Joy, 2010)
- Tallinn Black Nights Film Festival, Gran Premio (My Joy, 2010)
- Festival Internacional de Cine de Ereván, Golden Apricot (In the Fog, 2012)
- Festival de Cine de Cracovia, Dragón de Oro (Pismó, 2013)
- Festival de Cine de Ann Arbor, Premio Michael Moore (The Event, 2016)
- Festival de Cine de Traverse City, Premio Buzz Wilson (Austerlitz, 2016)
- Festival Internacional de Cine de El Cairo, Pirámide de plata (Donbáss, 2018)[11]